# Église Saint-Nicolas de Villognon
L'église Saint-Nicolas de Villognon est un édifice religieux, situé à Villognon, en France.

## Généralités
L'église est située au centre du village de Villognon, en rive gauche de la Charente, dans le département de la Charente, en région Nouvelle-Aquitaine, en France. Partie intégrante d'un ancien prieuré, elle côtoie d'autres vestiges de cet ensemble prieural comme l'ancien logis. L'église fait partie de la paroisse Saint Léger de Mansle, dans le diocèse d'Angoulême.

## Histoire
Des terres de Villognon ont été cédés par le comte d'Angoulême Geoffroy à l'abbaye de Saint-Amant-de-Boixe en 1040. Une église primitive est alors construite entre 1040 et 1066 et devint le siège d'un prieuré permettant de polariser la population,. L'église actuelle est construite au XIIe siècle et a été remaniée au fil du temps (façade, nef, mur nord).
Le prieuré est abandonné à la fin du XIIIe siècle mais est rétabli par une bulle du pape Benoit XIII le 11 juin 1405 afin d'aider à la subsistance des moines de l'abbaye mère.
Le portail est classé au titre des monuments historiques par arrêté du 26 septembre 1903.

## Architecture
L'église est à nef unique, à une travée sous clocher et terminé par une abside circulaire. 
Le portail roman est à 3 voussures et complété d'ornements géométriques. Les arcs sont soutenus par des colonnettes à chapiteaux. Sur la façade, à droite et à gauche du portails, des panneaux en bas-relief représentent divers personnages : à gauche un Christ bénissant et deux saints -l'un tenant un livre et l'autre, un évêque bénissant d'autres personnages- et à droite, une évocation de Saint-Michel, bouclier et lance en mains terrassant le dragon, accompagné d'un ange,.

## Galerie

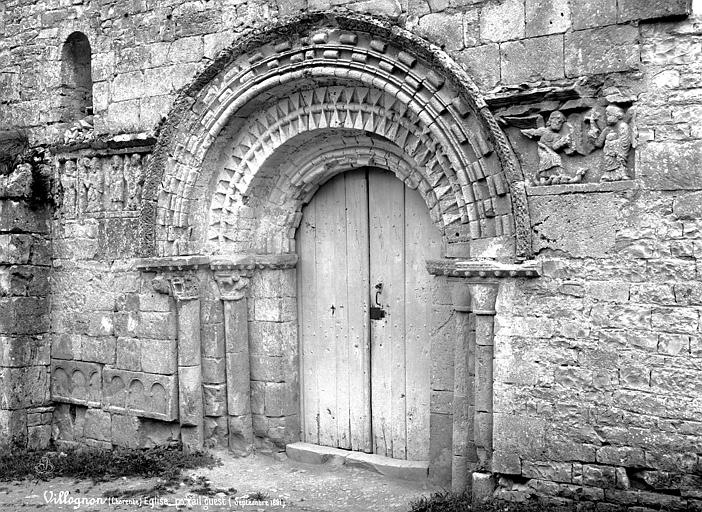
Portail de l'église en 1891
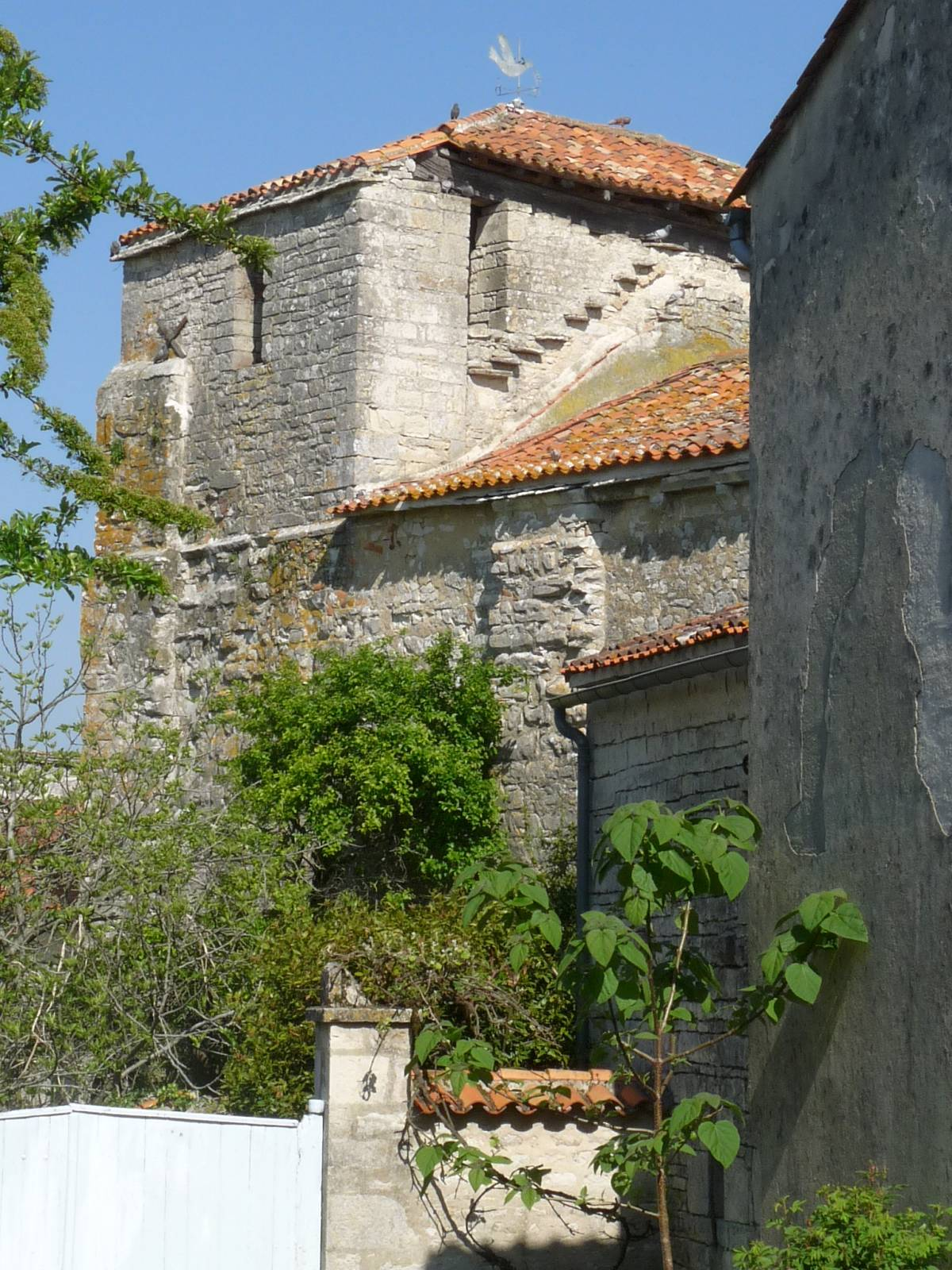
Clocher
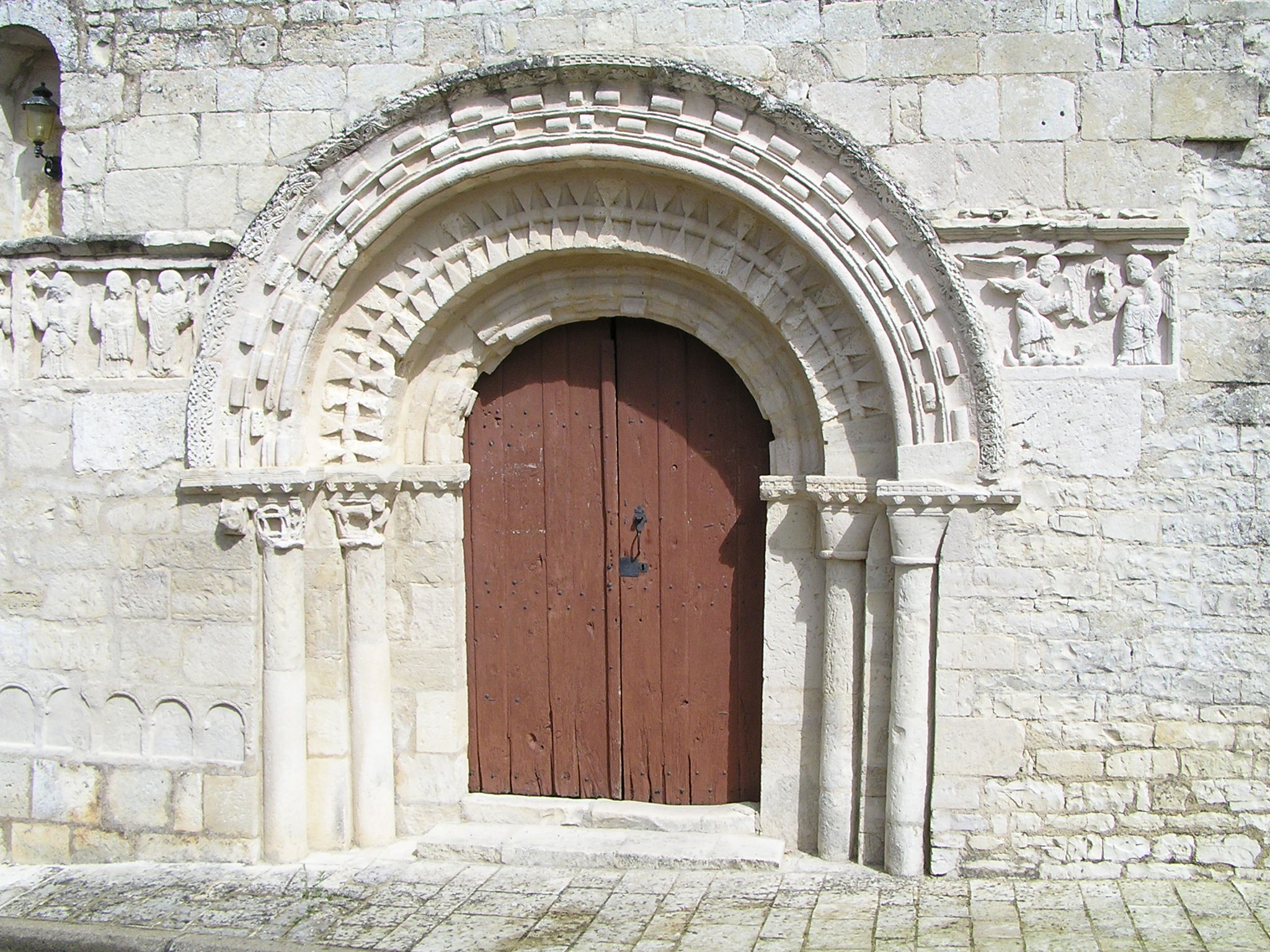
Portail